# 南征北战 (电影)
《南征北战》是一部在1952年摄制的黑白电影，上海电影制片厂出品，中國影片經理公司發行。

## 情节介绍
描写第二次國共內戰中解放军在山东、苏北战场的运动战。

## 主要角色
- 高营长：冯喆饰
- 赵玉敏：张瑞芳饰
- 师长：陈戈饰
- 师政委：汤化达饰
- 张连长：刘沛然
- 机枪手刘永贵：仲星火
- 小战士：铁牛
- 赵大娘：布加里
- 敌张军长：项堃饰
- 敌军参谋长：白穆饰
- 敌李军长：阳华

## 剧组人员
- 导演：成荫、汤晓丹
- 编剧：沈西蒙、沈默君、顾宝璋
- 摄像：朱今明、顾温厚
- 美术：韩尚义
- 音乐：葛炎

## 技术参数
- 色别：黑白

## 创作背景
1951年初，陈毅任上海市长。这时中国人民志愿军占领了汉城，十天以后又撤了。上海有很多民主人士、资本家问陈毅，志愿军到底有没有能力，为什么占领了汉城又撤退？陈毅就讲“战争是消灭敌人保存自己，不是攻城夺地，消灭敌人我们可以大踏步前进，为了这个运动战可以大踏步后退，有些人不懂，认为汉城守不住，中国人民志愿军没有力量，因此我们应该写这样一个专题，对上海民主人士、资本家是一个教育。”根据陈毅的建议，沈默君联合了当时剧院院长沈西蒙创作了电影文学剧本《南征北战》，“毛泽东战略思想是大踏步前进，大踏步后退是为了大踏步前进，不在乎一城一地的得失，而在消灭敌人有生力量”这样一个主题，通过解放战争时期华东战场，解放军高营长这个营，大踏步后退大踏步前进这段战争经历。剧本中正面人物只写了一个高营长，还有一个连长和几个战士，反面人物就写了张军长、李军长（原型为张灵甫、李仙洲）。沈西蒙作为领导参加了剧本创作会议，沈默君执笔为主。导演成荫，来自延安，1940年在延安时写过一个戏并受到毛泽东的表扬，后来到东北电影制片厂当导演。从剧本创作的时候成荫就参与进来。剧本顺利通过中国人民解放军总政治部、中宣部的两级审查后，因为导演成荫对国民党军队这方面不熟悉，就找了导演汤晓丹合作执导。
由于当时的解放军各部队基本都没有参与拍电影的经验，这部电影拍摄用了部队3万多人参加，耗用了1000多吨弹药。
《南征北战》电影出演者大都是著名演员，包括张瑞芳、项堃、杨华、冯喆等，甚至连最小的配角都是有名的演员。

## 文化影响
在文化大革命初期，全国只能公开上映三部电影：《南征北战》、《地道战》、《地雷战》，合称为“老三战”，当时全国人民极为耳熟能详。

## 參看
- 电影目录